# Augusto el Viejo, duque Brunswick-Luneburgo
Augusto el Viejo, duque de Brunswick-Luneburgo (1568- Celle, 1636) fue el administrador protestante de Ratzeburg de 1610 a 1636 y príncipe de Luneburgo de 1633 a 1636.

## Biografía
Augusto era el quinto de quince hijos de Guillermo el Joven, de la casa de Welf, y su esposa Dorotea de Dinamarca. De joven fue coronel al servicio de Rodolfo II y luchó en las guerras contra Francia y Turquía.
Augusto fue nombrado en 1610 obispo protestante de Ratzeburg. En base al acuerdo familiar estipulado con sus hermanos para evitar que el Principado de Luneburgo volviera a ser dividido, no se le permitió que contrajera un matrimonio acorde con su estatus social, por lo que mantuvo una "relación similar al matrimonio" [1] con Ilse Schmidichen (también Ilsa Schmidigen), hija de un funcionario, con la que engendró doce hijos, los cuales fueron ennoblecidos en 1625 con el título hereditario de von Lüneburg.
Augusto sucedió en 1633 a su difunto hermano Cristián como Príncipe de Luneburgo y recibió en 1635 el Principado de Calenberg-Gotinga. Continuó la política de neutralidad iniciada por su hermano en la Guerra de los Treinta Años .
El duque Augusto fue enterrado en el Mausoleo de los Príncipes en la Iglesia municipal de Santa María en Celle. [2]

## Descendientes
Augusto tuvo los siguientes hijos con Ilse Schmiedichen:
- Ernesto (Celle, 3 de noviembre de 1614 - 26 de marzo de 1642)
- Margarita Sibilla (6 de noviembre de 1616 - Celle, 21 de marzo de 1642)
- Jorge (1 de agosto de 1618 - Celle, 21 de marzo de 1642)
- Federico (7 de abril de 1621 - Wathlingen, 27 de marzo de 1668), casado con Anna von Feuerschütz (9 hijos)
- Clara Agnese (Celle - Isernhagen, 22 de abril de 1667), casada el 14 de septiembre de 1644 con Erich Schmiedigen (primo) (1 hijo)
- Catalina Isabel (muerta después de 1642), casada con Georg von Lüzow
- Dorothea Sopfía, Ernst von Nizen
- Anna María, casada con David Hinrichs
- Ilse Lucía, casada con Nicolaus Knaust

## Ancestros
| Augusto el Viejo, Duque de Brunswick-Luneburgo | Padre: Duque Guillermo de Brunswick-Luneburgo            | Abuelo paterno: Duque Ernesto I de Brunswick-Luneburgo   | Bisabuelo paterno: Duque Enrique el Mediano de Brunswick-Luneburgo |
| Augusto el Viejo, Duque de Brunswick-Luneburgo | Padre: Duque Guillermo de Brunswick-Luneburgo            | Abuelo paterno: Duque Ernesto I de Brunswick-Luneburgo   | Bisabuela paterna: Duquesa Margarete de Sajonia                    |
| Augusto el Viejo, Duque de Brunswick-Luneburgo | Padre: Duque Guillermo de Brunswick-Luneburgo            | Abuela paterna: Princesa Sophia de Mecklemburgo-Schwerin | Bisabuelo paterno: Duque Enrique V de Mecklemburgo-Schwerin        |
| Augusto el Viejo, Duque de Brunswick-Luneburgo | Padre: Duque Guillermo de Brunswick-Luneburgo            | Abuela paterna: Princesa Sophia de Mecklemburgo-Schwerin | Bisabuela paterna : Duquesa Úrsula de Brandeburgo                  |
| Augusto el Viejo, Duque de Brunswick-Luneburgo | Madre: Princesa Dorothea de Dinamarca Brunswick-LüDoroth | Abuelo materno: Rey Cristian III de Dinamarca            | Bisabuelo materno: Rey Federico I de Dinamarca                     |
| Augusto el Viejo, Duque de Brunswick-Luneburgo | Madre: Princesa Dorothea de Dinamarca Brunswick-LüDoroth | Abuelo materno: Rey Cristian III de Dinamarca            | Bisabuela materna: Princesa Anna de Brandeburgo                    |
| Augusto el Viejo, Duque de Brunswick-Luneburgo | Madre: Princesa Dorothea de Dinamarca Brunswick-LüDoroth | Abuela materna: Duquesa Dorothea de Sajonia-Lauenburgo   | Bisabuelo materno: Duque Magnus I de Sajonia-Lauenburgo            |
| Augusto el Viejo, Duque de Brunswick-Luneburgo | Madre: Princesa Dorothea de Dinamarca Brunswick-LüDoroth | Abuela materna: Duquesa Dorothea de Sajonia-Lauenburgo   | Bisabuela materna: Duquesa Catherine de Brunswick-Wolfenbüttel     |

- Datos: Q67352
- Multimedia: Augustus the Elder, Duke of Brunswick-Lüneburg (1568–1636) / Q67352